# Keegan Bradley
Keegan Hansen Bradley (Woodstock, 7 giugno 1986) è un golfista statunitense.

## Biografia
Figlio maggiore di Mark Bradley, proprietario del Jackson Hole Golf and Tennis Club a Jackson, Wyoming, è professionista dal 2008, ha vinto da rookie il PGA Championship 2011 alla sua prima partecipazione in un Major. È stato rookie of the year' del PGA Tour nel 2011 e ha fatto parte della squadra americana di Ryder Cup nel 2012 a Medinah vinta in rimonta dall'Europa.

## Vittorie Professionali (11)

### Vittorie PGA Tour (6)
| Legenda                      |
| Major championships (1)      |
| World Golf Championships (1) |
| FedEx Cup playoff eventi (1) |
| Altri PGA Tour (3)           |

| No. | Data                | Torneo                       | Punteggio             | Margine di vittoria | Secondo                      |
| --- | ------------------- | ---------------------------- | --------------------- | ------------------- | ---------------------------- |
| 1   | 29 maggio, 2011     | HP Byron Nelson Championship | −3 (66-71-72-68=277)  | Playoff             | Ryan Palmer                  |
| 2   | 14 agosto, 2011     | PGA Championship             | −8 (71-64-69-68=272)  | Playoff             | Jason Dufner                 |
| 3   | 5 agosto , 2012     | WGC-Bridgestone Invitational | −13 (67-69-67-64=267) | 1 colpo             | Jim Furyk, Steve Stricker    |
| 4   | 10 settembre , 2018 | BMW Championship             | −20 (66-64-66-64=260) | Playoff             | Justin Rose                  |
| 5   | 16 ottobre, 2022    | Zozo Championship1           | −15 (66-65-66-68=265) | 1 colpo             | Rickie Fowler, Andrew Putnam |
| 6   | 25 giugno, 2023     | Travelers Championship       | −23 (62-63-64-68=257) | 3 colpi             | Zac Blair, Brian Harman      |

PGA Tour playoff record (3–1)
| No. | Anno | Torneo                       | Sfidante/i                | Risultato                                                                                 |
| --- | ---- | ---------------------------- | ------------------------- | ----------------------------------------------------------------------------------------- |
| 1   | 2011 | HP Byron Nelson Championship | Ryan Palmer               | Vinto con il par alla prima buca in più                                                   |
| 2   | 2011 | PGA Championship             | Jason Dufner              | Ha vinto il playoff complessivo a tre buche; Bradley: −1 (3-3-4=10), Dufner: E (4-4-3=11) |
| 3   | 2012 | Northern Trust Open          | Bill Haas, Phil Mickelson | Haas ha vinto con birdie alla seconda buca extra                                          |
| 4   | 2018 | BMW Championship             | Justin Rose               | Vinto con il par alla prima buca in più                                                   |

### Vittorie NGA Hooters Tour (2)
- 2008 Southern Dunes
- 2009 Texas Honing Open

### Altre vittorie (4)
| No. | Data              | Torneo                                           | Punteggio          | Margine di vittoria | Secondo                                                          |
| --- | ----------------- | ------------------------------------------------ | ------------------ | ------------------- | ---------------------------------------------------------------- |
| 1   | 19 ottobre, 2011  | PGA Grand Slam of Golf                           | −4 (67-71=138)     | 1 colpo             | Charl Schwartzel                                                 |
| 2   | 11 dicembre, 2011 | Franklin Templeton Shootout (con Brendan Steele) | −32 (63-62-59=184) | 3 colpi             | Mark Calcavecchia e Nick Price, Rory Sabbatini e Jhonattan Vegas |
| 3   | 1 luglio, 2015    | CVS Health Charity Classic (con Jon Curran)      | −21 (61-60=121)    | 2 colpi             | Harris English e Lexi Thompson                                   |
| 4   | 29 giugno, 2016   | CVS Health Charity Classic (2) (con Jon Curran)  | −18 (63-61=124)    | Playoff             | Billy Andrade e Bill Haas                                        |

Altri playoff record (1–0)
| No. | Anno | Torneo                                      | Sfidante/i                | Risultato                              |
| --- | ---- | ------------------------------------------- | ------------------------- | -------------------------------------- |
| 1   | 2016 | CVS Health Charity Classic (con Jon Curran) | Billy Andrade e Bill Haas | Vinto con birdie alla prima buca extra |

## Tornei Major

### Vittorie (1)
| Anno | Campionato       | 54 buche           | Punteggio di vittoria | Margine  | Secondo      |
| ---- | ---------------- | ------------------ | --------------------- | -------- | ------------ |
| 2011 | PGA Championship | 1 colpo di deficit | −8 (71-64-69-68=272)  | Playoff1 | Jason Dufner |

1Ha sconfitto Jason Dufner in un playoff a tre buche: Bradley (3-3-4=10), Dufner (4-4-3=11).